# 무르만스크

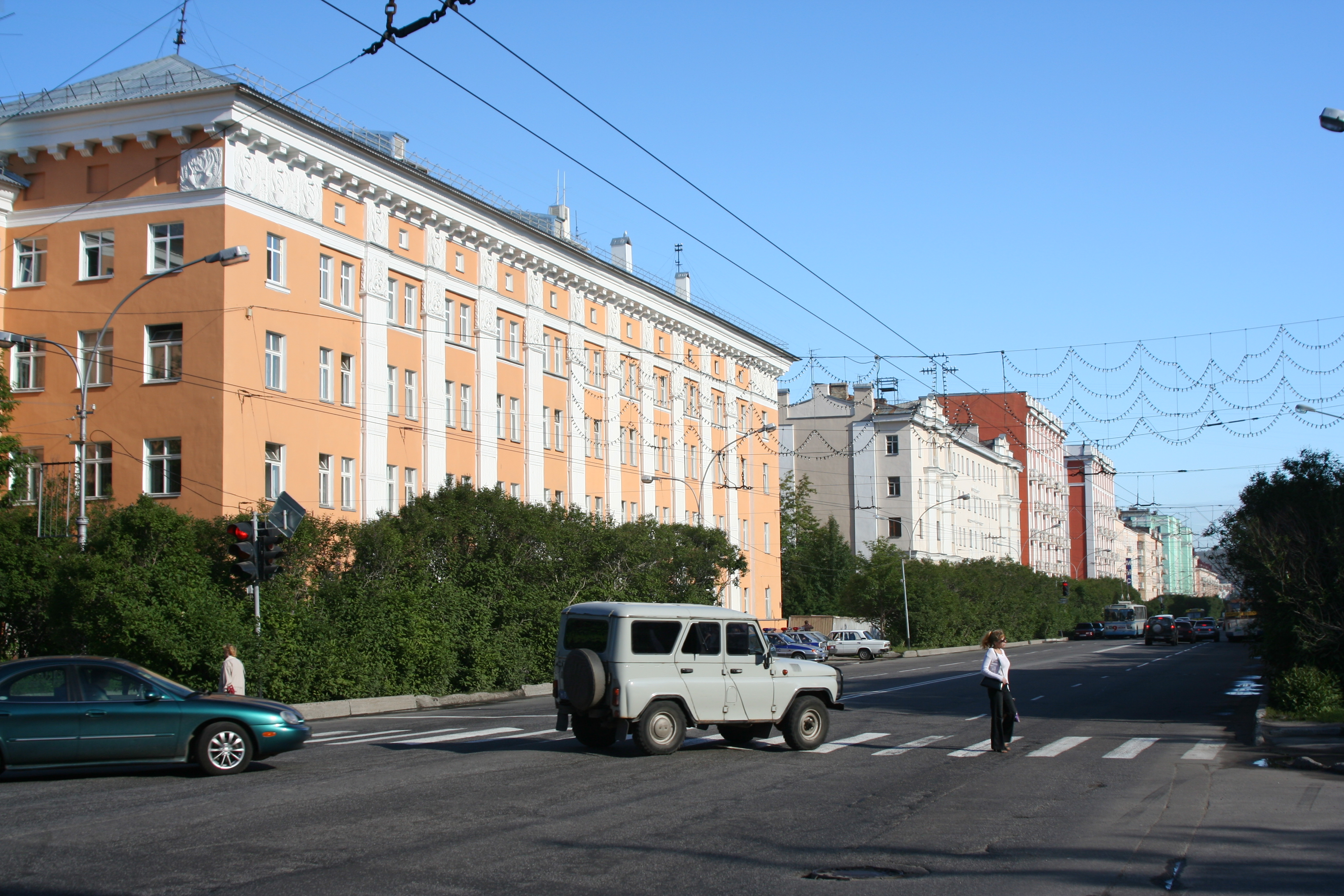

무르만스크(러시아어: Му́рманск, 핀란드어: Muurmanni 무르만니[*])는 러시아 최북서단의 도시이고, 무르만스크주의 주도이다. 바렌츠해에 접해 있고 콜라반도 북해안의 항구 도시이다. 노르웨이나 핀란드의 국경과 가깝다. 인구는 약 56만100명, 교외에서는 약 56만6,000명, 지방에서는 약 8만3,000명, 중심지에서는 약 39만9,000명(2004년)이다. 북극권 내에서는 세계 최대의 도시이다.
해군 기지가 위치해 있다. 따뜻한 북대서양 해류의 영향으로 일년 내내 동결하지 않는다. 평균 기온은 -8°C ~ -13°C(1월), 8°C ~ 14°C(7월)이고, 모스크바로부터는 1967km 떨어져 있다. 어업, 해운업이 발달해 있다. 트롤어업의 기지이다. 러시아 최대의 어업 콤비나트가 있고, 선박수리·어류용기(容器)제조 공업이 있다.
고등교육기관으로는 무르만스크 국립공과대학교, 무르만스크 국립교육대학교, 무르만스크 경제법과대학교, 무르만스크 문과대학교, 무르만스크 극지방지리대학교, 무르만스크 해양 단과 대학교 등이 있다.

## 역사
1870년대에 도시의 건설이 계획되었다. 1912년에는 지리학자 표도르 리트케가 처음으로 이 땅을 조사했다.
1915년에 콜라반도에 철도가 개통했던 것을 시작으로 1916년 10월 4일에 정식으로 도시가 건설되었다. 1917년의 10월 혁명 뒤에는 무르만스크라고 개칭되었다.
제1차 세계대전 뒤인 1918년부터 1920년까지는, 백군 및 공산주의 혁명에 반대하는 영국이나 미국이 점령했다.
제2차 세계 대전에서는 연합국측의 보급 물자의 항구로서 중요한 역할을 완수했지만, 1941년에는 독일군에 의해 도시는 파괴되었다. 그러나 소련 인민의 과감한 저항으로 독일군은 퇴각했다. 이 사건을 기념하기 위해, 나중에는 소비에트 연방 정부에서 "영웅 도시(Мурманск - Город Герой)"라는 칭호가 붙여졌다.
냉전에는 소비에트 연방의 잠수함기지였다. 소비에트 연방의 해체 뒤에는 러시아 연방의 북방 함대, 원자력 잠수함의 거점 기지 역할을 수행하는 가장 중요한 도시이다.

## 인구
| 연도                | 인구    | ±%       |
| ------------------- | ------- | -------- |
| 1926                | 8,716   | —        |
| 1939                | 117,069 | +1243.2% |
| 1959                | 221,874 | +89.5%   |
| 1970                | 308,642 | +39.1%   |
| 1979                | 380,817 | +23.4%   |
| 1989                | 468,039 | +22.9%   |
| 2002                | 336,137 | −28.2%   |
| 2010                | 307,257 | −8.6%    |
| 2021                | 270,384 | −12.0%   |
| Source: Census data |         |          |

## 기후
| Murmansk의 기후               | Murmansk의 기후 | Murmansk의 기후 | Murmansk의 기후 | Murmansk의 기후 | Murmansk의 기후 | Murmansk의 기후 | Murmansk의 기후 | Murmansk의 기후 | Murmansk의 기후 | Murmansk의 기후 | Murmansk의 기후 | Murmansk의 기후 | Murmansk의 기후 |
| 월                            | 1월             | 2월             | 3월             | 4월             | 5월             | 6월             | 7월             | 8월             | 9월             | 10월            | 11월            | 12월            | 연간            |
| ----------------------------- | --------------- | --------------- | --------------- | --------------- | --------------- | --------------- | --------------- | --------------- | --------------- | --------------- | --------------- | --------------- | --------------- |
| 역대 최고 기온 °C (°F)        | 7.0 (44.6)      | 6.6 (43.9)      | 9.0 (48.2)      | 16.9 (62.4)     | 29.4 (84.9)     | 30.8 (87.4)     | 32.9 (91.2)     | 29.1 (84.4)     | 24.2 (75.6)     | 15.0 (59.0)     | 9.6 (49.3)      | 7.2 (45.0)      | 32.9 (91.2)     |
| 일평균 최고 기온 °C (°F)      | −6.8 (19.8)     | −6.7 (19.9)     | −2.4 (27.7)     | 2.6 (36.7)      | 7.6 (45.7)      | 13.6 (56.5)     | 17.3 (63.1)     | 14.9 (58.8)     | 10.0 (50.0)     | 3.6 (38.5)      | −2.4 (27.7)     | −5.3 (22.5)     | 3.8 (38.8)      |
| 일일 평균 기온 °C (°F)        | −10.1 (13.8)    | −9.7 (14.5)     | −5.5 (22.1)     | −0.7 (30.7)     | 4.0 (39.2)      | 9.2 (48.6)      | 12.8 (55.0)     | 11.1 (52.0)     | 7.0 (44.6)      | 1.5 (34.7)      | −4.8 (23.4)     | −8.2 (17.2)     | 0.56 (33.01)    |
| 일평균 최저 기온 °C (°F)      | −13 (9)         | −12.8 (9.0)     | −8.6 (16.5)     | −3.8 (25.2)     | 1.1 (34.0)      | 5.7 (42.3)      | 9.2 (48.6)      | 8.0 (46.4)      | 4.5 (40.1)      | −0.4 (31.3)     | −7.1 (19.2)     | −11.2 (11.8)    | −2.4 (27.7)     |
| 역대 최저 기온 °C (°F)        | −39.4 (−38.9)   | −38.6 (−37.5)   | −32.6 (−26.7)   | −21.7 (−7.1)    | −10.4 (13.3)    | −2.5 (27.5)     | 1.7 (35.1)      | −2 (28)         | −5.4 (22.3)     | −21.2 (−6.2)    | −30.5 (−22.9)   | −35 (−31)       | −39.4 (−38.9)   |
| 평균 강수량 mm (인치)         | 30 (1.2)        | 22 (0.9)        | 23 (0.9)        | 24 (0.9)        | 36 (1.4)        | 53 (2.1)        | 70 (2.8)        | 61 (2.4)        | 52 (2.0)        | 51 (2.0)        | 38 (1.5)        | 34 (1.3)        | 494 (19.4)      |
| 평균 강우일수                 | 0.1             | 0.3             | 0.7             | 3               | 9               | 17              | 20              | 21              | 19              | 8               | 1               | 0.4             | 99.5            |
| 평균 강설일수                 | 23              | 21              | 20              | 14              | 7               | 0.5             | 0               | 0               | 0.5             | 9               | 19              | 24              | 138.0           |
| 평균 상대 습도 (%)            | 84              | 83              | 79              | 73              | 72              | 70              | 73              | 78              | 81              | 83              | 86              | 85              | 79              |
| 평균 월간 일조시간            | 3               | 33              | 122             | 182             | 192             | 228             | 236             | 154             | 89              | 47              | 7               | 0               | 1,293           |
| 출처 1: Pogoda.ru.net         |                 |                 |                 |                 |                 |                 |                 |                 |                 |                 |                 |                 |                 |
| 출처 2: NOAA (sun, 1961–1990) |                 |                 |                 |                 |                 |                 |                 |                 |                 |                 |                 |                 |                 |

## 우호 도시
- 흐로닝언(네덜란드)
- 잭슨빌(미국, 플로리다주)
- 룰레오(스웨덴)
- 민스크(벨라루스)
- 슈체친(폴란드)
- 로바니에미(핀란드)